# Fundación Maeght
La Fundación Maeght es una fundación privada francesa de arte moderno y contemporáneo fundada por Marguerite y Aimé Maeght. El museo que la alberga es un ejemplo único que muestra una de las colecciones europeas de escultura, pintura, dibujos y obras gráficas más excepcionales del siglo XX. La fundación se sitúa en Saint-Paul-de-Vence, en el sureste de Francia.
Reconocida como obra de utilidad pública, la Fundación Maeght recibe cada año más de doscientos mil visitantes. El museo es autónomo, es decir, no depende de la Administración de los museos Nacionales ni está subvencionada por el Estado. También cuenta con una prestigiosa biblioteca que contiene cerca de veinte mil obras sobre el arte moderno y una de las colecciones más importantes de libros de artistas en Francia.

## Historia
Aimé Maeght nació en 1906 en Hazebrouck, Francia. Huérfano de guerra en 1914, fue repatriado junto con sus hermanos cerca de Nîmes, donde más tarde obtuvo su diploma de diseñador litográfico. En 1927 contrajo matrimonio con Marguerite Devaye.  
En Cannes (1930) abrieron una imprenta y más tarde una galería (1936). Después de unos años se mudaron a París donde abrieron la Galería Maeght, que se convirtió en una de las galerías más prestigiosas de su tiempo. En ella expusieron artistas como Pierre Bonnard, Henri Matisse, Georges Braque, Joan Miró, Alexander Calder, Alberto Giacometti, Ellsworth Kelly, Antoni Tàpies, Eduardo Chillida, Jean-Paul Riopelle, Raoul Ubac.
En 1953 murió su segundo hijo, Bernard. Muy afectados, se mudaron a Saint-Paul-de-Vence. Sus amigos Georges Braque y Fernand Léger animaron a Marguerite y Aimé Maeght a emprender un proyecto que les motivara y ayudara a salir adelante. Aimé Maeght, que también fue editor, marchante de arte, productor de películas, y Marguerite, ambos coleccionistas y marchantes, encontraron en su pasión por el arte este refugio y así comenzó el maravilloso proyecto de la Fondation Marguerite et Aimé Maeght, un lugar donde mostrar su colección y donde sus amigos pudieran trabajar e intercambiar ideas.
La Fundación Maeght se inauguró el 28 de julio de 1964. En la inauguración André Malraux, Ministro francés de Cultura en ese momento, declamó un bello discurso realzando la importancia de la Fundación y de sus obras, para el arte moderno.
En 1930 nació su hijo Adrien Maeght, que trabajó desde 1947 hasta 1956 desarrollando las Ediciones de la Fundación. Desde 1965 se organizan les Nuits de la Fondation Maeght, grandes eventos donde conviven, en los jardines de la fundación, varias disciplinas artísticas como la música, la danza contemporánea y el teatro experimental con las obras de arte de los artistas.
En 1974 se inauguró la Galería Maeght de Barcelona situada en el Palau dels Cervelló en la calle Montcada.
Marguerite murió en 1977. Su hija, Isabelle Maeght, continuó con la labor de su madre, dirigiendo la galería y gestionando los archivos y las colecciones familiares. Unos años más tarde, en 1981, murió Aimé Maeght, y fue su hijo Adrien quien presidió el consejo de administración de la fundación. La hija de Adrien, Yoyo Maeght, es directora de Maeght Éditeur y responsable de la comunicación de la fundación. Actualmente la familia Maeght mantiene vivo el espíritu de sus fundadores.

## Colección
Muchos de los artistas que se presentan en esta fundación mantuvieron una estrecha amistad con Marguerite y Aimé Maeght y estuvieron vinculados en la concepción de este museo.
La colección cuenta con obras de Pierre Bonnard, Henri Matisse, Georges Braque, Fernand Léger, Alberto Giacometti, Marc Chagall, Alexander Calder, Joan Miró, Vasili Kandinsky, Raoul Ubac, entre otros. También cuenta con obras de artistas contemporáneos tales como Valerio Adami, Pier Paolo Calzolari, Sir Anthony Caro, Marco Del Re, Erik Dietman, Ellsworth Kelly, Joan Mitchell, Jacques Monory, Oh Sufan, Takis, Antoni Tàpies, entre otros.

## El edificio
Marguerite y Aimé Maeght construyeron su casa  en un terreno de seis hectáreas en una colina de Saint-Paul-de-Vence. Más tarde, construyeron ahí mismo la Fundación. Impresionados por el edificio que el arquitecto catalán Josep Lluís Sert diseñó para Joan Miró en Palma de Mallorca, contactaron con él para que diseñara, junto con ellos, el conjunto arquitectónico de la Fundación Maeght. La idea inicial era construir un edificio donde el arte se viera en las mejores condiciones bajo la luz del mediterráneo. El diseño del edificio se basa en la luz y la topografía; Josep Lluís Sert optó por un sistema de iluminación cenital que inundara las salas con una luz homogénea y escogió los materiales de ladrillo y piedra del país como los principales para su construcción, que se llevó a cabo de 1959 a 1964.
Varios artistas, amigos de los propietarios, colaboraron estrechamente en la concepción del proyecto, integrando sus obras en el edificio, sus patios y jardines. Destacan el patio Giacometti, el Laberinto Miró, los mosaicos de Chagall y de Tall-Coat, la vidriera y el estanque de Braque, la vidriera de Ubac, la fuente de Bury, entre otras. El resultado de esta colaboración es un lugar donde arquitectura, arte y naturaleza conviven en una armonía excepcional.

## Exposiciones
La Fundación Maeght ha realizado más de 100 exposiciones monográficas y temáticas desde su apertura, así como exposiciones en museos de Francia y del extranjero a partir de su colección permanente. Las exposiciones cuentan con numerosas conferencias de escritores, filósofos e historiadores de arte que enriquecen el diálogo con la modernidad.
Algunas de las exposiciones presentadas por la Fundación Maeght a lo largo de más de 40 años son: Dix ans d’art vivant 1945-1955 (1966) ; Kandinsky (1966) ; 10 ans d’Art vivant 1955-1965 (1967) ; Hommage à Marc Chagall (1967) ; Art vivant 1965-1968 (1968) ;  Joan Miró (1968) ; Hantaï (1968) ; retrospectiva de Alexander Calder (1969) ; Les Peintres-Illustrateurs (1969) ; À la rencontré de Matisse (1969) ; À la recontre de Reverdy (1970) ; L’Art vivant aux Etats-Unis (1970) ; Riopelle: grands formats (1970) ; René Char (1971) ; Une école, une fondation (1971) ; Hartung : grands formats (1971) ; Hommage à Georges Rouault (1971) ; Anne Madden (1971) ; Rebeyrolle (1971) ; Fredrickson (1972) ; Titina Maselli (1972) ; Donation Gonzalez (1972) ; Nicolas de Staël (1972) ; Maeght Editeur (1972) ; Fahri (1973) ; Le Brocquy (1973) ; Miró: sculptures et céramiques (1973) ; Musée imaginair de d’André Malraux (1973) ; retrospectiva Bram van Velde (1973) ; Garache (1974) ; Bury (1974); Kemeny (1974) ; L’art graphique à la Fondation Maeght (1975 ) ; Bonnard dans sa lumière (1975 ) ;  Gosselin (1975 ) ; Jean-Luc et Titi Parant (1976) ; Daily-Bul and Co (1976) ;  Michaux (1976) ;  Antoni Tàpies (1976) ; Hommage à Gonzalez (1976) ; Maurice et Monory: Opéras glaces (1977) ;  Chagall, libres illustrés (1977) ; Messagier (1977) ; Paul Klee (1977) ; Ubac (1978) ; Alberto Giacometti (1978) ; Braque: œuvre graphique (1978) ; Steinberg (1979) ; Lindner (1979) ; Miró (1979) ;  Moninot (1979) ; Dessins de la Fondation Maeght (1980) ; Georges Braque (1980) ; Salle Picasso (1981) ; La sculpture du XXe siècle: 1900-1945 (1981) ; L’univers d’Aime et Marguerite Maeght (1982) ; Appel, Alechinsky (1982) ; Anne Madden (1983) ; Sam Francis (1983) ; Louis Cane (1983) ; Max Ernst (1983) ; Hommage à Miró (1984 ) ; Robert Rauschenberg (1984 ) ; retrospectiva Marc Chagall (1984 ) ; Piet Mondrian (1985) ; Christo, Surounded Islands (1985) ; retrospectiva Jean Dubuffet (1985) ; Jasper Johns (1986) ; Un Musée éphémère (1986) ; Peintres illustrateurs de XXe siècle (1986) ; Jean Bazaine (1987) ; Domenico Gnoli (1987) ; À la recontre de Jacques Prévert (1987) ; Le peintre et l’affiche de Lautrec à Warhol (1988) ; retrospectiva Fernand Léger (1988) ; Arts de l’Afrique Noire (1989) ; Collection Barbier-Mueller(1989) ; L’œuvre ultime : de Cézanne à Dubuffet (1989) ; Jean-Paul Riopelle : d’hier et d’auhjourd’hui (1990) ; retrospectiva Joan Miró (1990) ; Le cabinet des dessins (1991) ; retrospectiva Nicolas de Staël (1991) ; Art Millénaire des Amériques: collection Barbier-Mueller (1992) ; L’art en mouvement (1992) ; Collection de la Fondation Maeght (1993) ; retrospectiva de Georges Braque (1994) ; Francis Bacon et Lucian Freud (1995) ; retrospectiva Germaine Richier (1996) ; La sculpture de peintres (1997) ; Otto Dix: Métropolis (1998) ; Vision nouvelle d’une collection (1999) ; Sam Szafran (2000) ; Paul Rebeyrolle (2000) ; Le nu au XXe siècle (2000) ; retrospectiva Wassily Kandinsky (2001) ; Joan Miró: Métamorphoses des formes (2001) ; Miquel Barceló: Mapamundi (2002) ; retrospectiva de Henry Moore (2002) ; Arles et la photographie (2003) ; La Russie et les avant-gardes (2003) ; Fernand Léger (2004) ; De l’écriture à la peinture (2004) ; Les Ateliers de la modernité (2005) ; Manolo Valdés (2006) ; Le noir est une couleur (2006) ; Aimé Maeght, 1906-1981, Dialogues avec le siècle (2006).